# .tm
.tm es el dominio de nivel superior geográfico (ccTLD) para Turkmenistán.